# Letiště Tenzinga a Hillaryho
Letiště Tenzinga a Hillaryho (nepálsky तेन्जिङ हिलारी विमानस्थल, ICAO: VNLK, IATA: LUA, známé také pod dřívějším názvem Letiště Lukla) je vnitrostátní letiště a altiport (letiště pro malá letadla a helikoptéry situované v horském terénu) nacházející se v Nepálu ve městě Lukla v provincii Koshi ve výšce 2846 m n. m. Letiště je známé zejména pro svůj více než dvacetiletý status nejnebezpečnějšího letiště na světě, který mu byl přiřazován dokumentární sérií Nejnebezpečnější letiště světa vysílaný v roce 2010 na televizní stanici History Channel. Taktéž se jedná o jedno z výchozích míst, odkud se lze pěšky dopravit do základního tábora pod Mount Everestem.

## Historie
Letiště bylo budováno od roku 1963 pod dohledem Hillaryho, který za 2650 dolarů vykoupil pozemky na jeho stavbu. Původně zamýšlel vybudovat letiště na vhodnější a plošší zemědělské půdě, ale narazil na odpor místních zemědělců. Pro provoz bylo letiště otevřeno v roce 1971. V roce 2008 byla šotolinová dráha nahrazena asfaltovou a letiště bylo přejmenováno na počest Edmunda Hillaryho a Tenzinga Norgaye, kteří byli prvními lidmi na světě, kteří úspěšně zdolali nejvyšší horu světa Mount Everest.

## Letecký provoz
Letiště je obsluhováno pouze nepálskými leteckými dopravci. K roku 2025 se jednalo o: Sita Air (Do 228), Summit Air (L-410) a Tara Air (DHC-6). Let z Kathmándú vzdáleného 75 km trvá přibližně 25–40 minut.
Úřad pro civilní letectví Nepálu stanoví pro provoz z letiště přísné podmínky. Aby mohl pilot přistávat na letišti, musí absolvovat minimálně 100 vzletů a přistání na krátkých ranvejích a také minimálně deset letů do Lukly s certifikovaným instruktorem. Pro letecký provoz je možné použít pouze schválené typy letadel s krátkým vzletem a přistáním (STOL) nebo vrtulníky.
Z důvodu častých změn počasí bývá mnoho letů zrušeno a letiště bývá i na několik dnů uzavřeno.

## Komplikace při přistávání
Přistávání na letišti je náročné z těchto důvodů:
- vysoká nadmořská výška (2846 m n. m.)
- ranvej měřící pouhých 527 metrů
- rychle se měnící počasí, směr větru a špatná viditelnost
- dráha zakončená na jedné straně propastí a na druhé pak svahem hory

## Nehody
| Datum nehody | Typ letadla                                       | Osob na palubě/zraněných/mrtvých | Poznámka |
| ------------ | ------------------------------------------------- | -------------------------------- | --- |
| 15. 10. 1973 | de Havilland Canada DHC-6 Twin Otter              | 6/0/0                            | Jednalo se o letadlo Nepálských aerolinií.                                                                  |
| 9. 6. 1991   | de Havilland Canada DHC-6 Twin Otter              | 17/14/0                          | Letadlo během přistávání havarovalo kvůli špatnému počasí.                                                  |
| 26. 9. 1992  | Harbin Y-12                                       | 14/0/0                           | Letadlo při vzletu sjelo z dráhy.                                                                           |
| 25. 5. 2004  | de Havilland Canada DHC-6 Twin Otter              | 3/0/3                            | Chyba pilota při přistávání.                                                                                |
| 1. 10. 2004  | Dornier 228                                       | ?/0/0                            | Letadlo bylo při nouzovém přistání poškozeno a oprava trvala dva dny.                                       |
| 30. 6. 2005  | Dornier 228                                       | 12/12/0                          | Při pokusu o přistání letadlo havarovalo. Všichni přežili.                                                  |
| 8. 10. 2008  | de Havilland Canada DHC-6 Twin Otter              | 19/1/18                          | Letadlo při přistání havarovalo a začalo hořet.                                                             |
| 12. 10. 2010 | Dornier 228                                       | ?/0/0                            | Letadlu selhaly brzdy a sjelo z ranveje.                                                                    |
| 26. 9. 2013  | Aérospatiale AS 350 Ecureuil                      | 4/0/0                            | Vrtulník při přistávání zavadil o ostnatý drát a havaroval.                                                 |
| 27. 5. 2017  | Let L-410 Turbolet                                | 3/2/0                            | Letadlo spadlo při pokusu o přistání. Letadlo bylo přetaženo (zráta vztlaku).                               |
| 14. 4. 2019  | Let L-410 Turbolet/ Eurocopter AS 350B3e Ecureuil | 3/0/1+2                          | Letadlo sjelo z ranveje v důsledku asymetrického výkonu v motorech. Zemřel kopilot a dva policisté na zemi. |

## Galerie

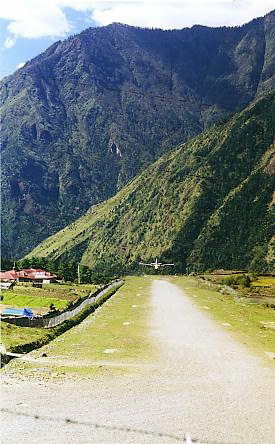
Letadlo přistávající na původní šotolinové dráze.
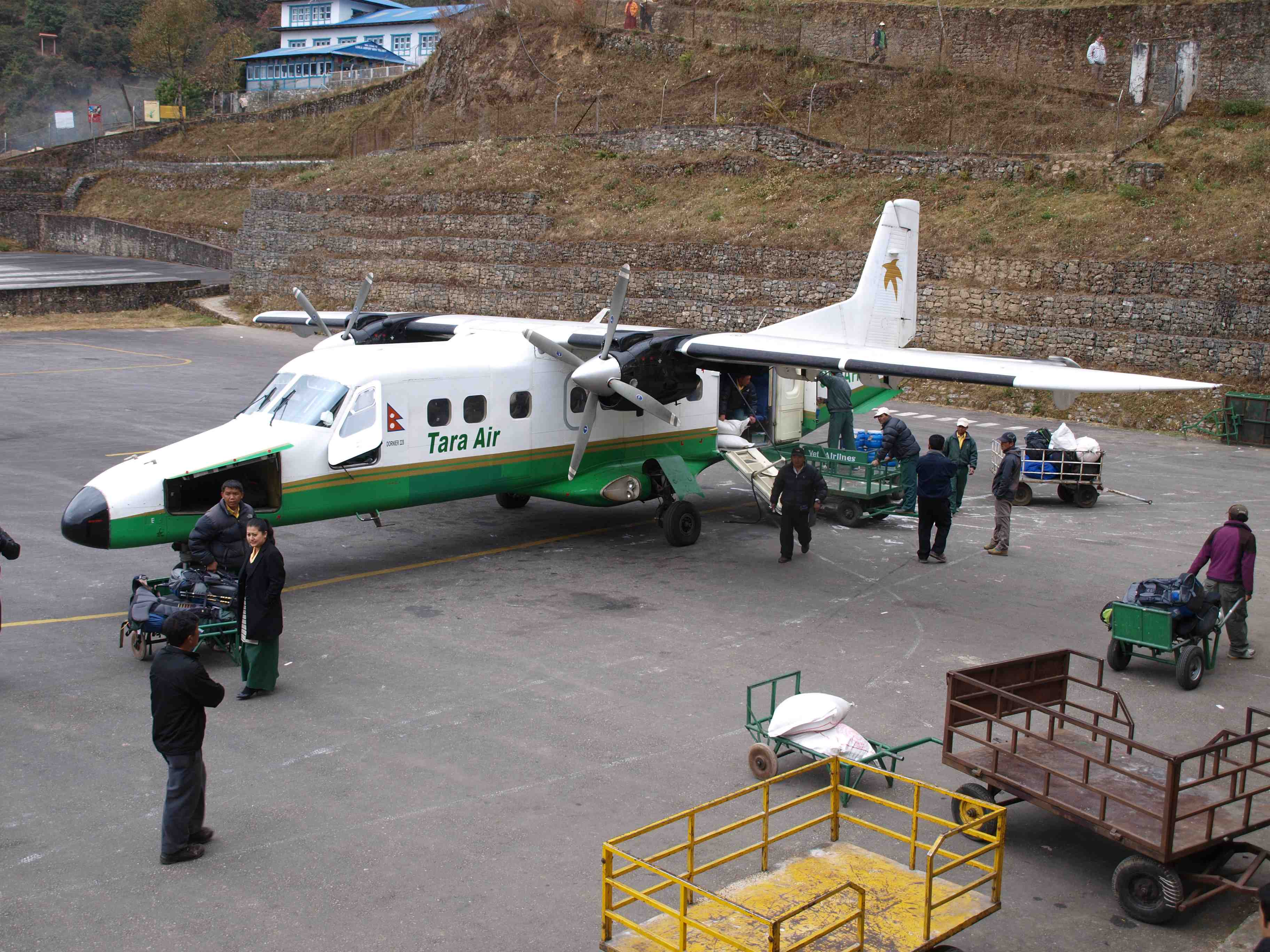
Dornier Do 228 společnosti Tara Air na letišti.
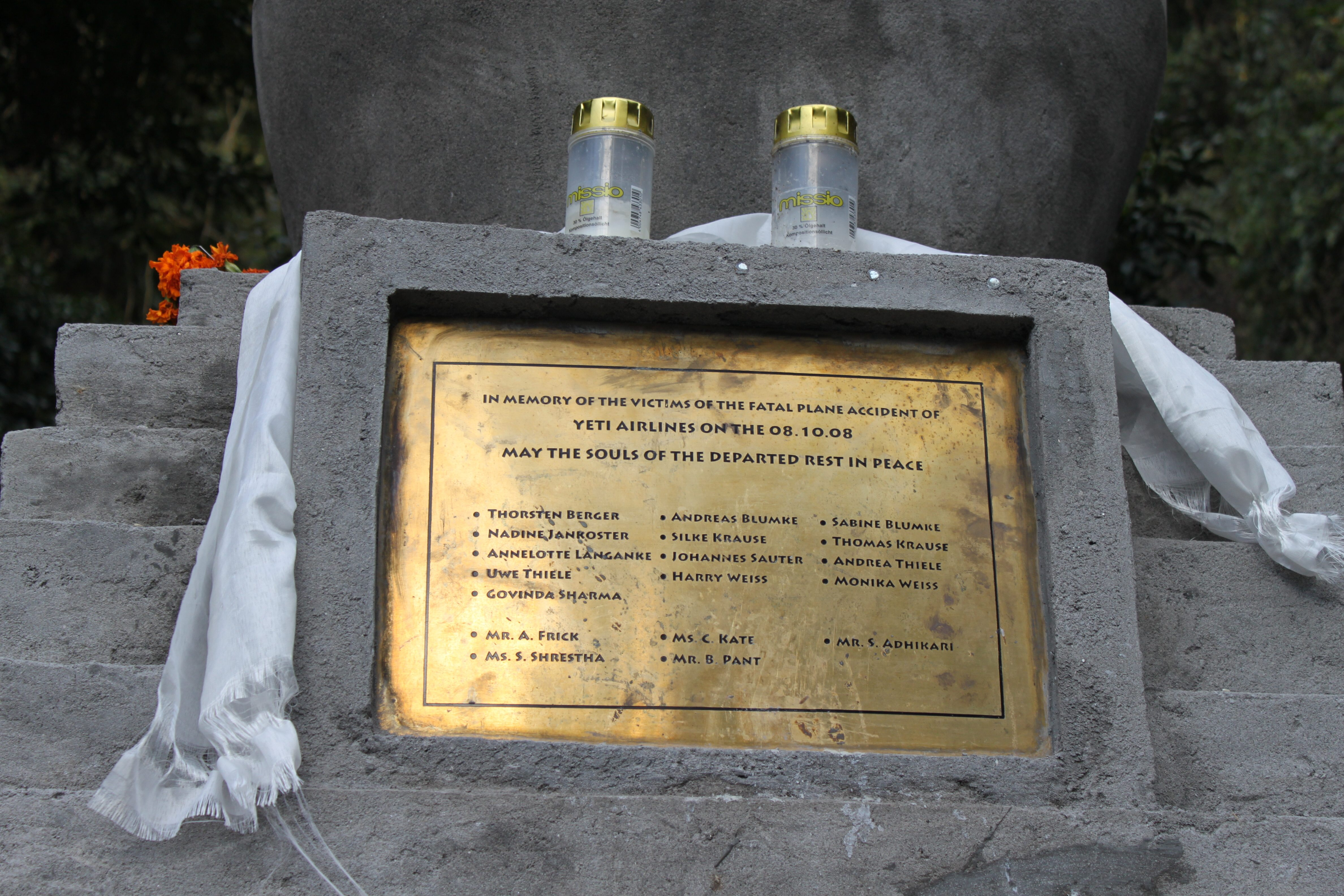
Pamětní deska na počest obětím havárie z 8. října 2008, která si vyžádala 18 životů.
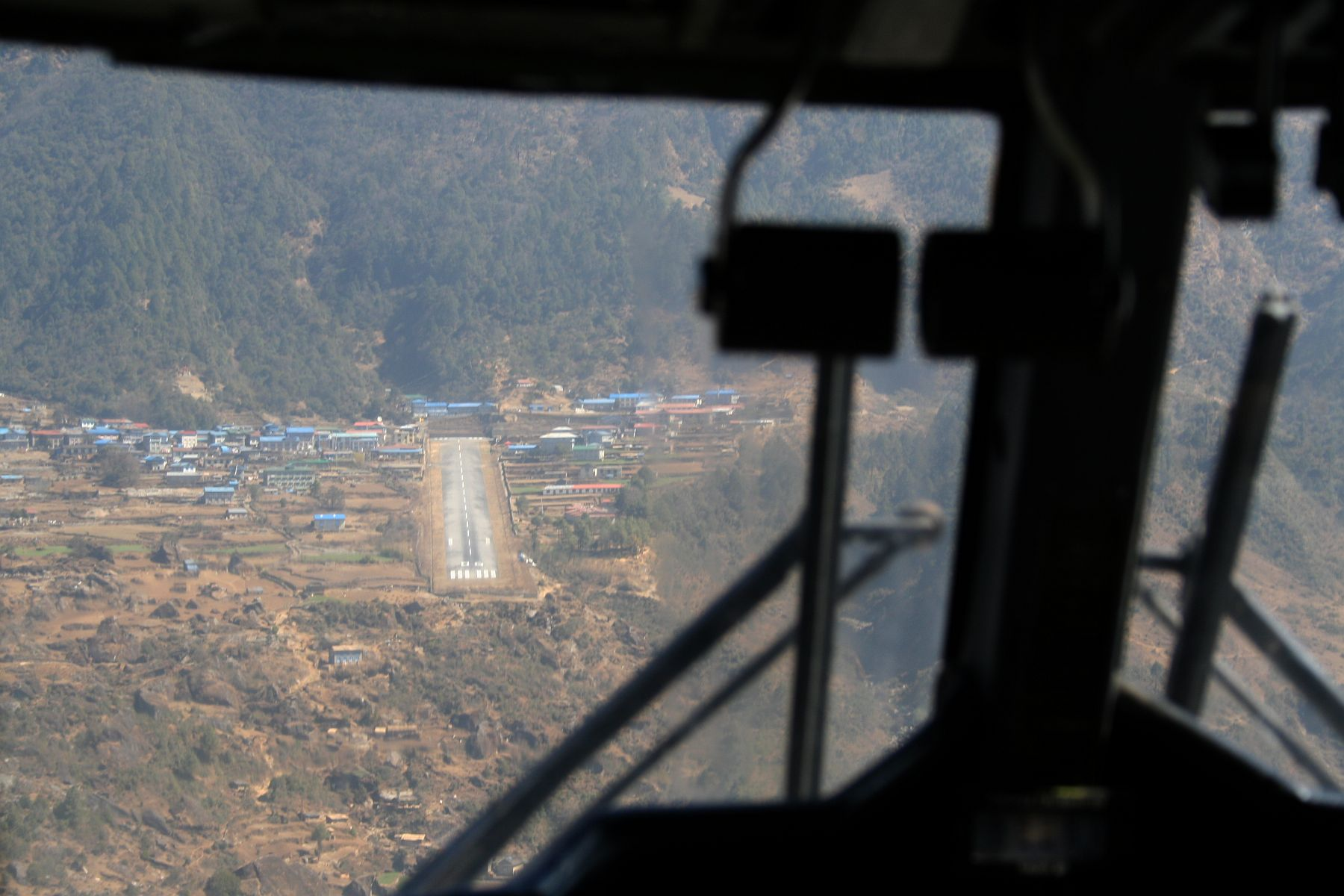
Pohled na letiště z letadla.
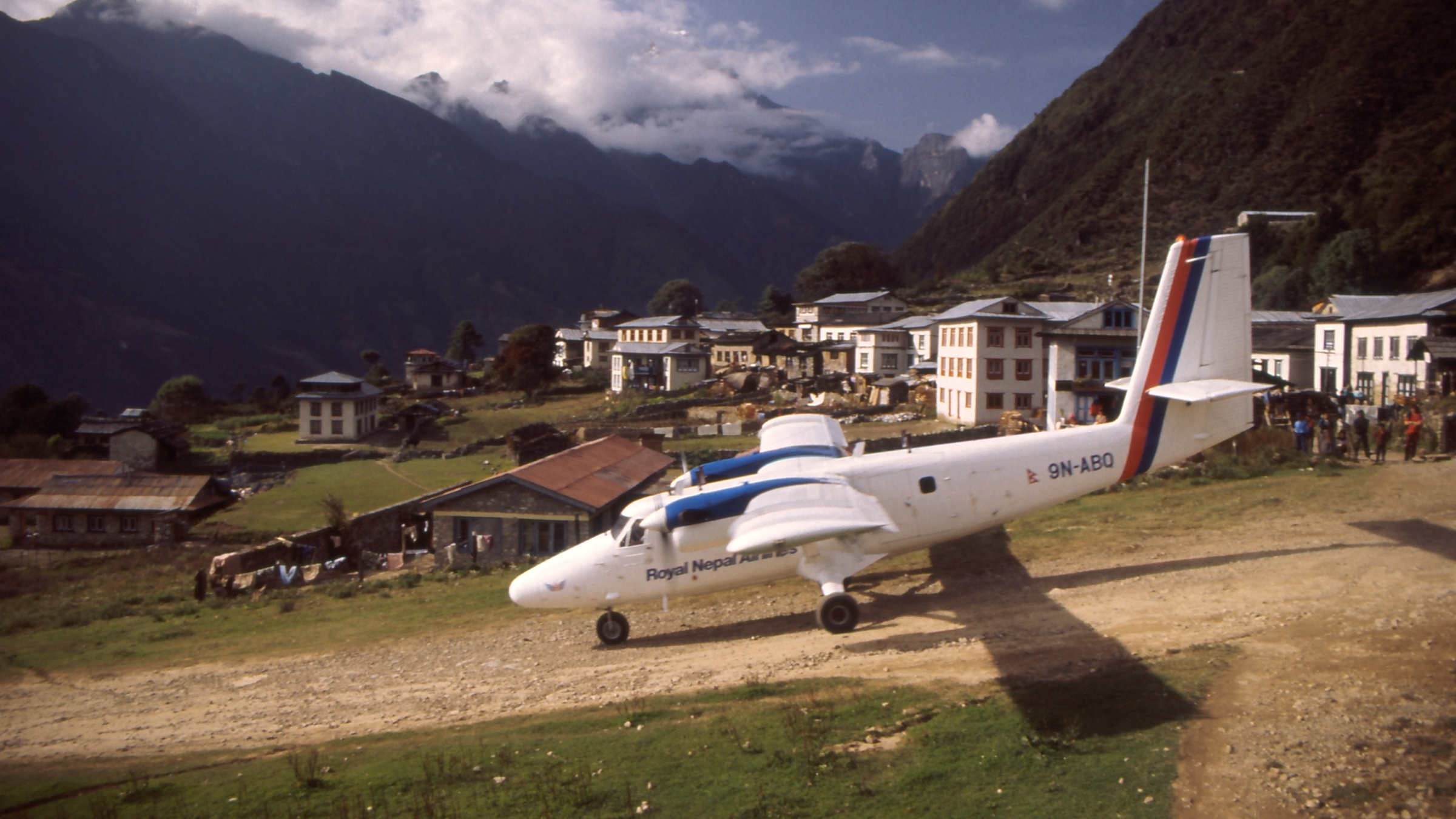
Startující DHC-6 Twin Otter, vidět je výrazný sklon dráhy
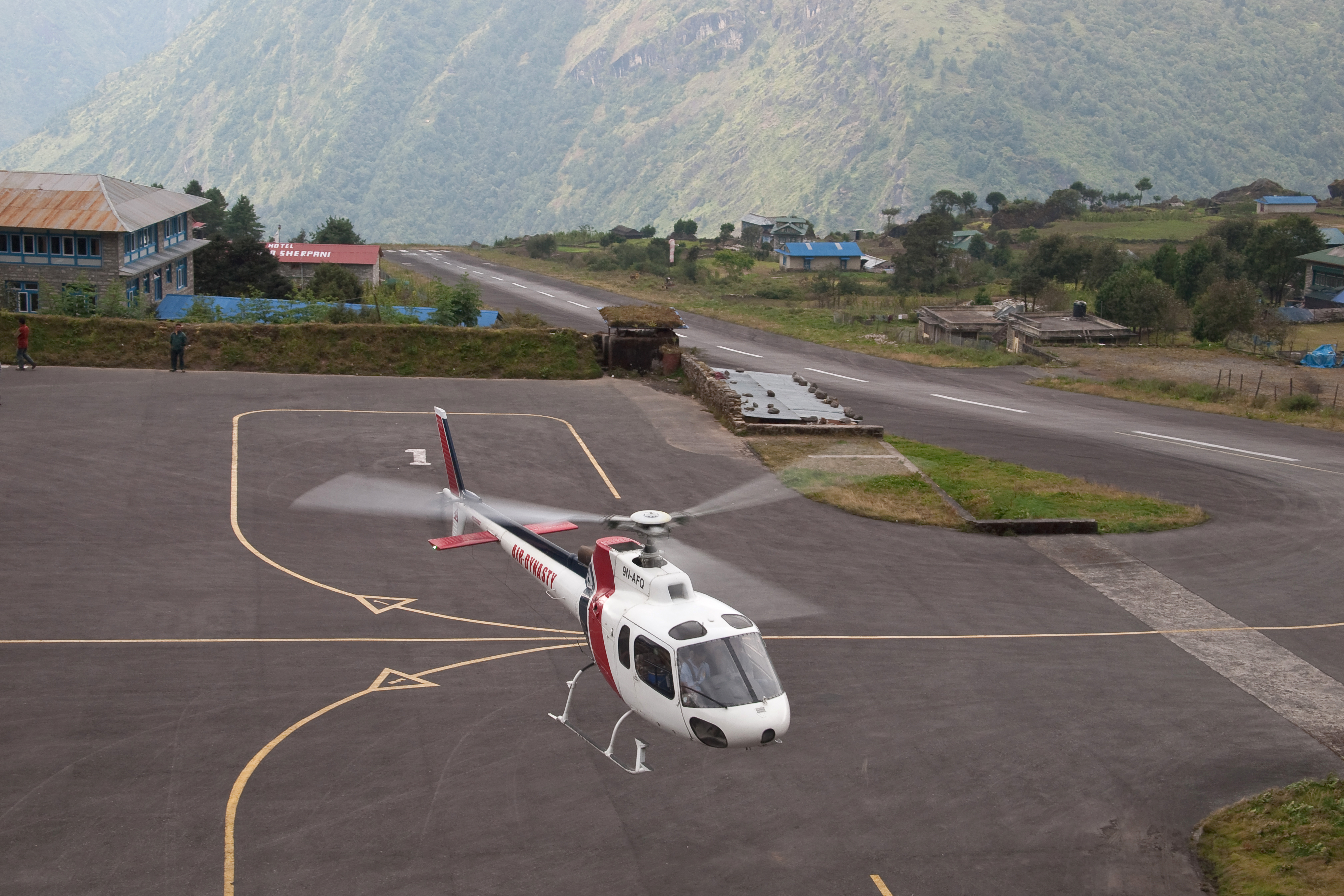
Helikoptéra na letišti.
- Přistání a vzlétání dvou letadel na letišti.